# Tatsine
Tatsine (en ucraniano: Тацине, romanizado: Tatsyne; en ruso: Тацино, romanizado: Tatsino) es un asentamiento urbano ucraniano perteneciente al óblast de Lugansk. Situado en el este del país, hasta 2020 era parte del área municipal de Rovenki, pero hoy es parte del raión de Rovenki y del municipio (hromada) de Rovenki.
El asentamiento se encuentra ocupado por Rusia desde la guerra del Dombás, siendo administrado como parte de la de facto República Popular de Lugansk y luego ilegalmente integrado en Rusia como parte de la República Popular de Lugansk rusa.

## Geografía
Tatsine está a orillas del río Yuskina, 12 km al sureste de Rovenki y 55 km al sur de Lugansk.

## Historia
Tatsine se fundó en 1910, nombrado como pueblo de Taline (en ucraniano: Талине, romanizado: Talyne) hasta 1962, y se elevó a un asentamiento de tipo urbano en 1969. 
En 2014, durante la guerra del Dombás, los separatistas prorrusos tomaron el control de Tatsine y desde entonces está controlado por la autoproclamada República Popular de Lugansk.

## Demografía
La evolución de la población entre 1989 y 2022 fue la siguiente:
| 338                                                           | 306 | 272 | 269 | 254 | 251 |
| (Fuente: Cities & Towns of Ukraine y UKRAINE: Größere Städte) |     |     |     |     |     |

Según el censo de 2001, la lengua materna de la mayoría de los habitantes, el 91,83%, es el ruso; del 8,17% es el ucraniano.